# Coteau Sainte-Geneviève
Le coteau Sainte-Geneviève désigne le relief en pente sis entre l'escarpement nord-est de la colline de Québec et le plateau sans nom où se trouvent par exemple les Plaines d'Abraham et le quartier Montcalm, à Québec, Canada; la limite physique au sud est généralement le chemin Sainte-Foy. Il s'étire sur près de 11 kilomètres depuis le quartier (ou faubourg) Saint-Jean-Baptiste jusqu'au bout du Versant-Nord, à Cap-Rouge, selon une orientation nord-est\sud-ouest. On y trouve des zones résidentielles ou institutionnelles, y compris le Parc des Braves, l'Hôpital Saint-Sacrement, le Cégep Garneau, le cimetière Notre-Dame-de-Belmont, le Collège de Sainte-Foy et la paroisse Sainte-Geneviève. Le nom aurait été attribué dès le XVIIe siècle par les premières autorités religieuses au début de la colonie, afin d'honorer sainte Geneviève, sainte patronne de Paris. La côte Sainte-Geneviève, une rue qui monte perpendiculairement à travers le coteau dans l'axe nord-sud, reliant la côte d'Abraham à la rue Saint-Jean, apparaît sur des cartes vers 1795. 
Au XXIe siècle, ce terme désigne plus particulièrement par métonymie une ceinture verte sise sur l'escarpement inconstructible, souvent appelée la « falaise », en contrebas du coteau lui-même. Elle s'étend du cimetière Notre-Dame-de-Belmont jusqu'auprès de l'escalier et l'ascenseur du Faubourg Saint-Jean-Baptiste, non loin de la côte Sainte-Geneviève, justement. Cette bande boisée accueille un milieu naturel qualifié d'intérêt par la Ville de Québec. Hormis pour la dizaine d'escaliers reliant la haute-ville et la basse-ville, il s'agit davantage d'un refuge pour la biodiversité que d'un lieu destiné aux humains (la pente y étant bien trop raide) en plein centre-ville. Ses nombreux arbustes à fruits en font un lieu de choix pour les oiseaux. On y trouve ainsi du noyer cendré, espèce en voie de disparition. 

## Galerie

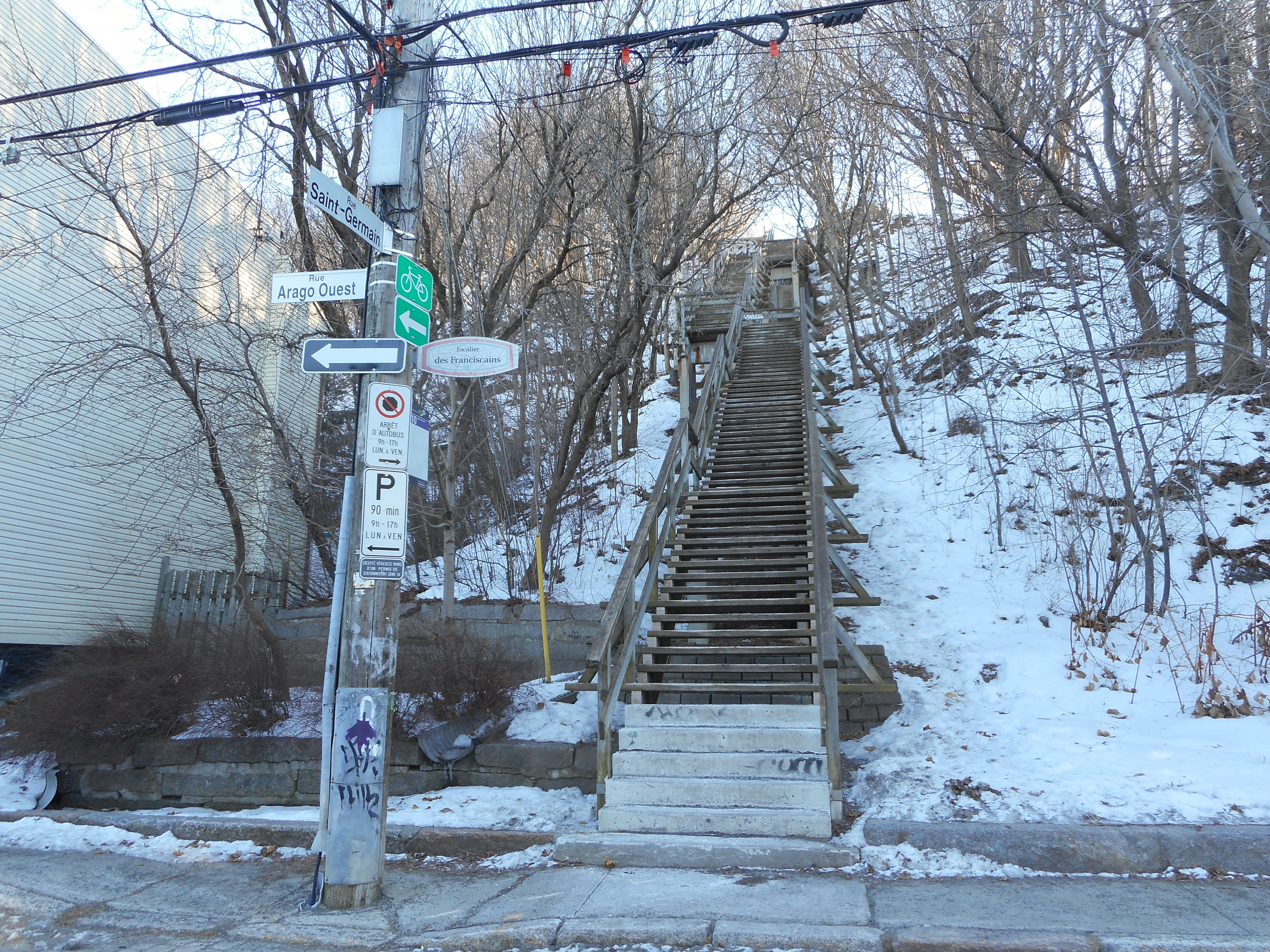
L'escalier des Franciscains, quartier Saint-Sauveur
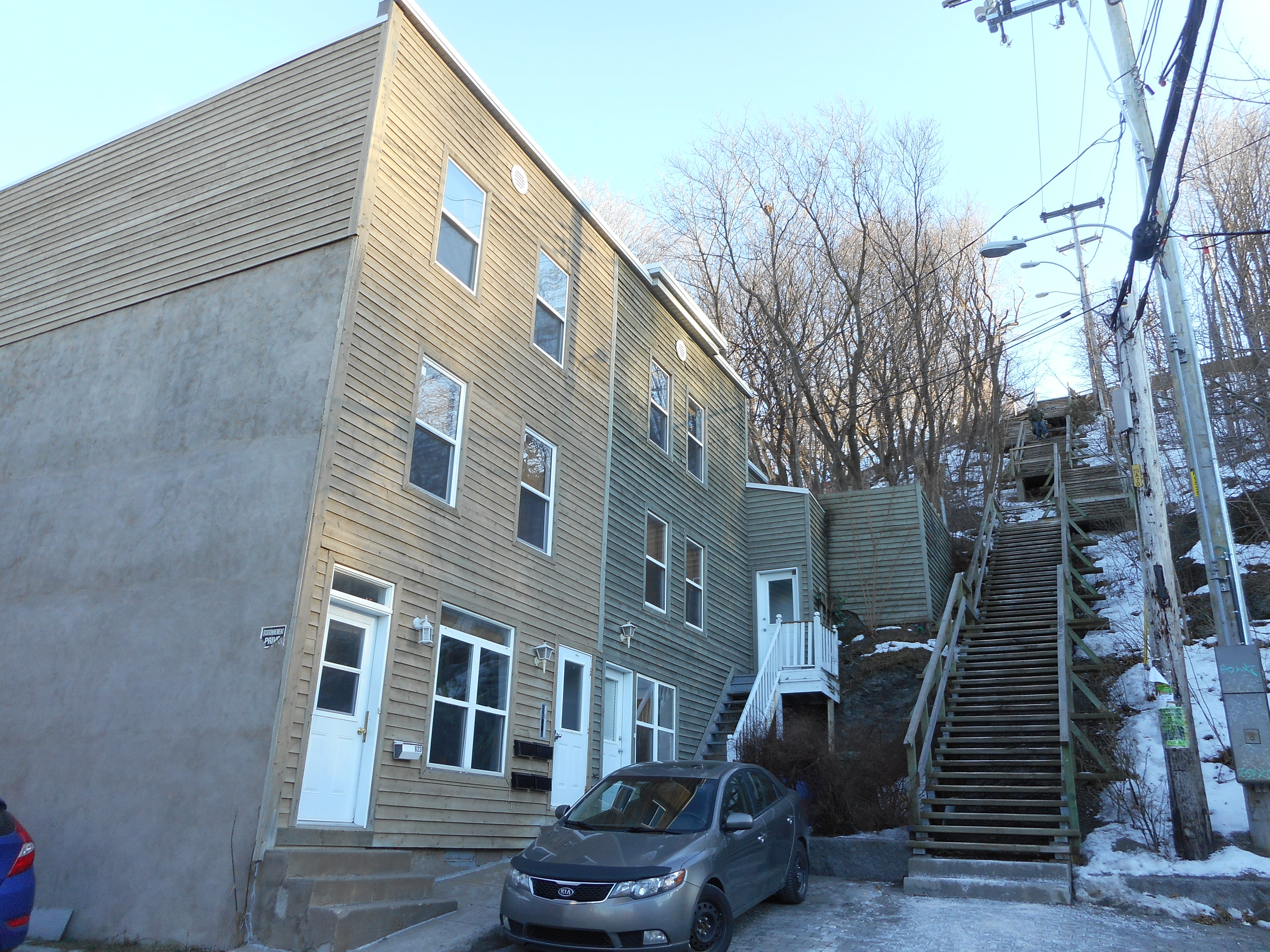
Escalier Victoria
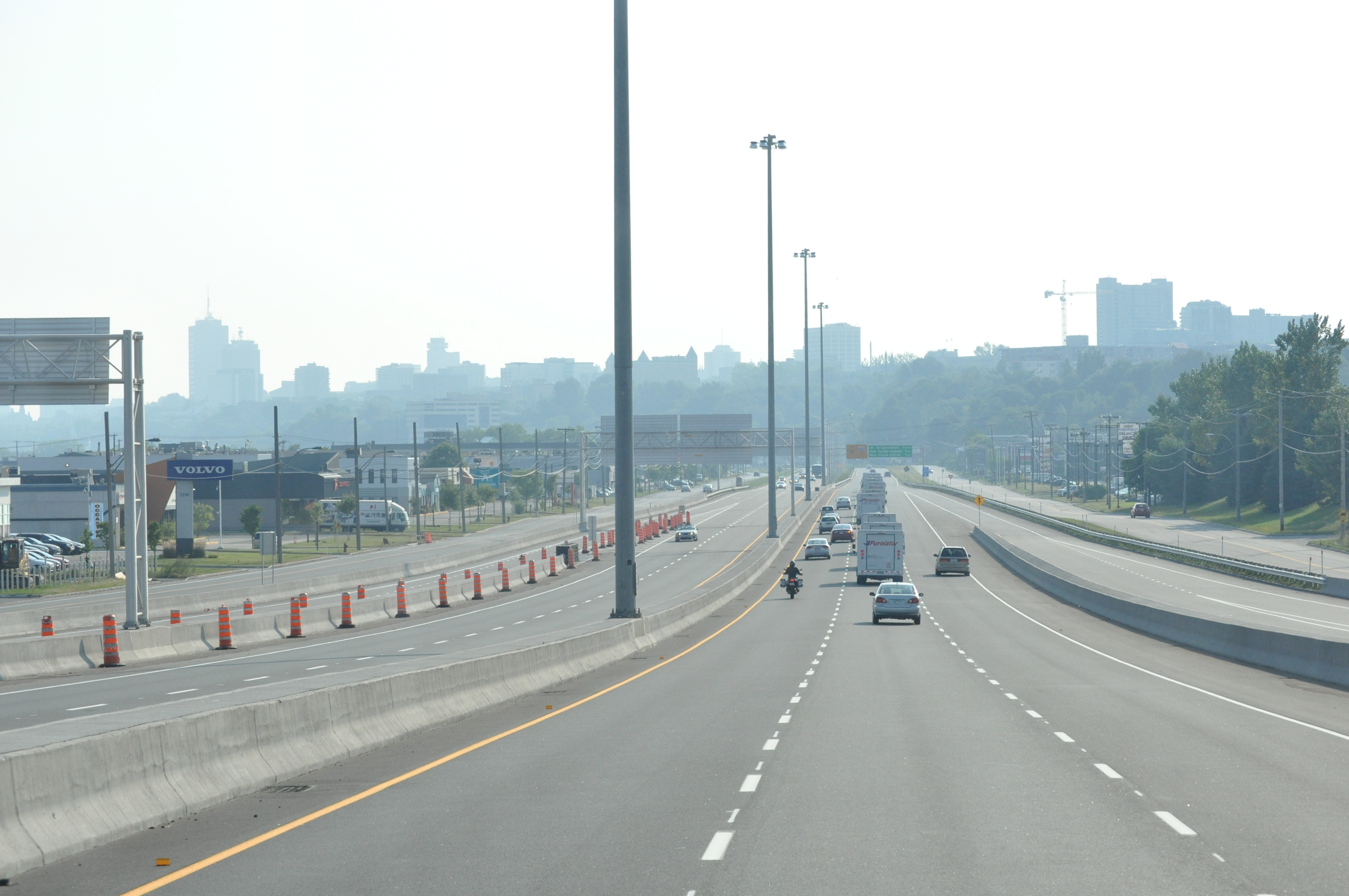
L'autoroute Charest qui longe le coteau
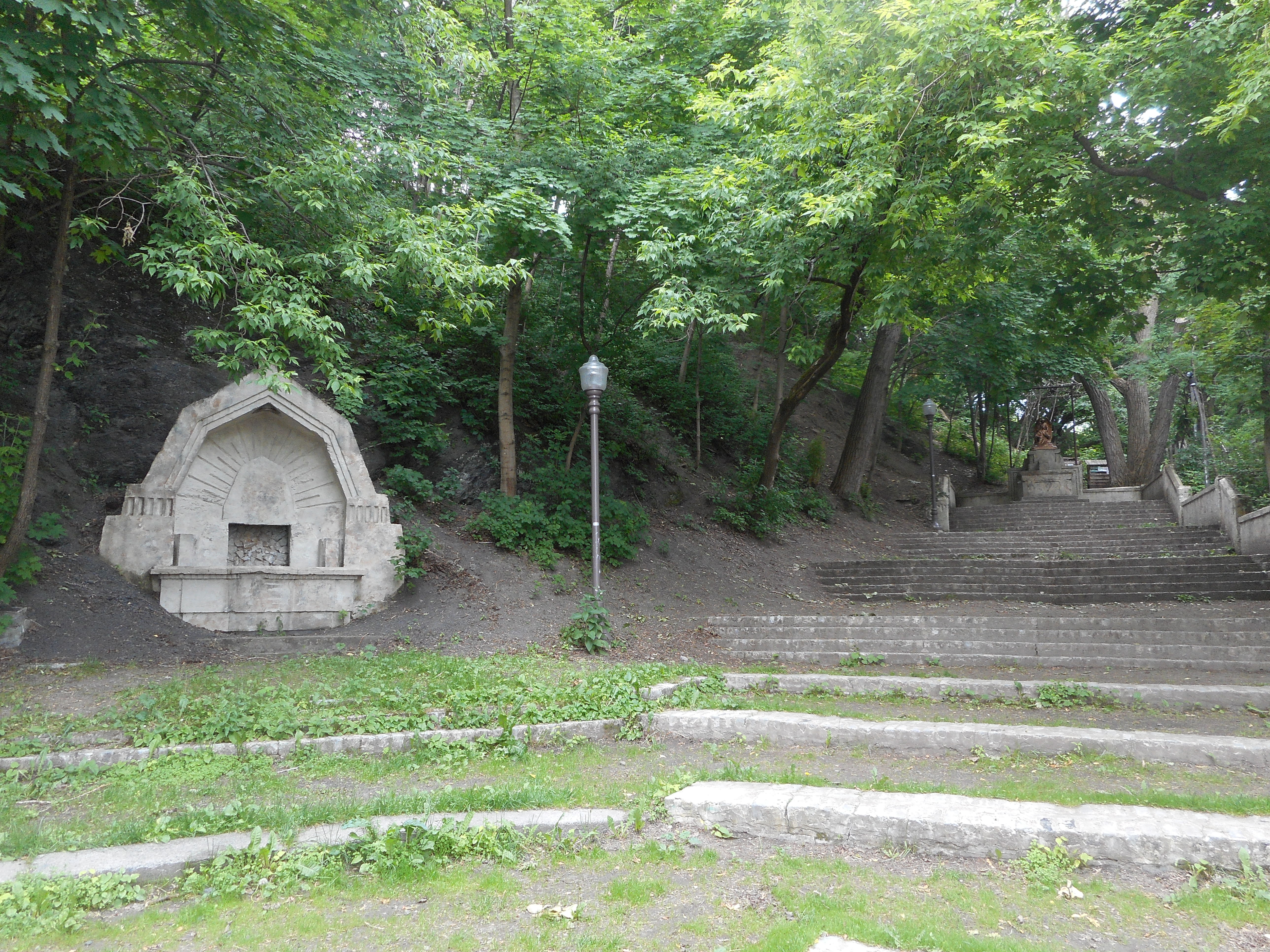
Parc de la Côte Sauvageau